# اس‌اس آلرت
اس‌اس آلرت (به انگلیسی: SS Alert) یک کشتی بود که طول آن ۱۶۹ فوت (۵۲ متر) بود. این کشتی در سال ۱۸۷۷ ساخته شد.